# Silvina Solman
Silvina Alicia Solman es una profesora, investigadora y meteoróloga argentina. Es profesora de la Universidad de Buenos Aires e investigadora del CONICET, en el Centro de Investigaciones del Mar y la Atmósfera. Participó en la elaboración del Tercer informe de evaluación del Panel Intergubernamental sobre Cambio Climático (IPCC) en 2011. Es miembro del Programa Mundial de Investigaciones Climáticas y editora asociada de la publicación científica Climate Services. Su área de especialización es el cambio climático en el hemisferio sur, con énfasis en los efectos del cambio climático en la producción vitivinícola en Argentina. Participó además en la elaboración de la Segunda Comunicación Nacional de Cambio Climático y como consultora de diferentes organizaciones científicas internacionales y del Banco Mundial.

## Biografía
Solman se recibió de Lic. en Ciencias Meteorológicas en la Facultad de Ciencias Exactas y Naturales de la Universidad de Buenos Aires en 1988. En 1993 se doctoró en la misma universidad como doctora en Ciencias de la Atmósfera.
En 2001 participó como autora principal del capítulo 14, América Latina, del Tercer Informe de Evaluación del IPCC.
Desde 2019 es copresidenta de CORDEX, un programa científico que tiene como objetivo producir un marco de trabajo para la evaluación y comparación del funcionamiento de diferentes modelos de escala en cambio climático. Este trabajo es particularmente relevante para producir datos relevantes sobre escenarios y proyecciones en cambio climático.

## Premios y distinciones
- Diploma de Honor, Honorable Senado de la Nación Argentina, por su trabajo en la elaboración del tercer informe del IPCC. (2009).[5]
- Primer premio en la categoría «Mejor artículo» por el artículo Climate Change Impacts on Regional Maize Yields and possible Adaptation Measures in Argentina, escrito en colaboración con Travasso, M., Magrin, G., Rodríguez, R., y Núñez, M., otorgado por la Global Conference on Global Warming 2008, Universidad de Ontario, Canadá.[6]